# 戰神遊行
戰神遊行是孟加拉的一個在孟加拉新年第一天舉行的大規模遊行。這個遊行最初由孟加拉達卡大學藝術學院的師生所籌備的一個慶典。 這個遊行是孟加拉人長久以來促進團結的習俗 它在2016年時被聯合國教科文組織登錄為非物質文化遺產 ，分類為具有代表性的人類非物質文化遺產。

## 語源學
孟加拉語的Mangal Shobhajatra 意思是 "祈福的遊行".

## 歷史

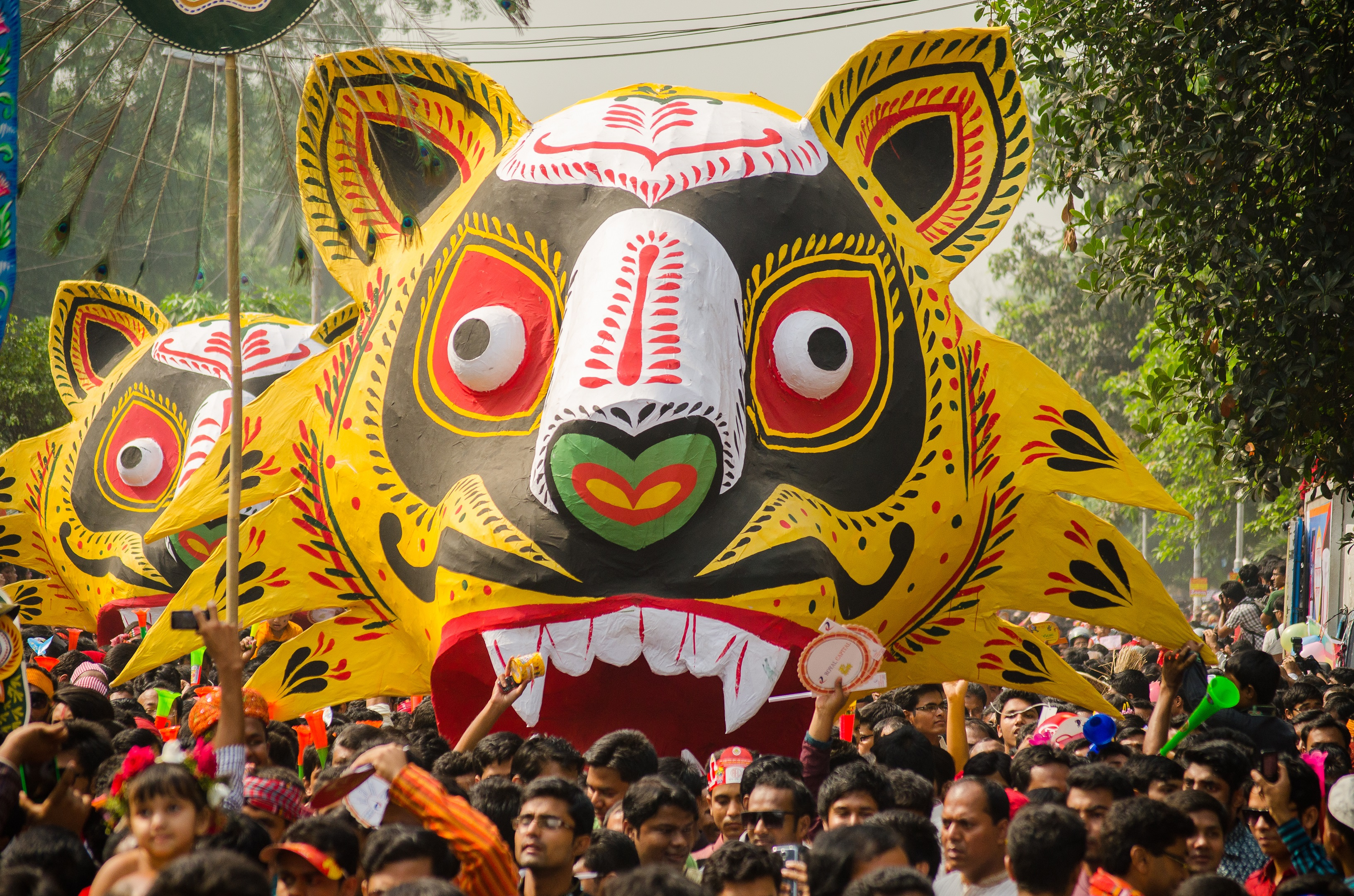
大型的纸质孟加拉虎像出现在戰神遊行中

第一次的遊行舉辦在1989年, 當時獨裁統治者艾爾沙德是這個國家的總統。他通過一場兵不血刃的政變當上總統。
在那時，孟加拉在軍政府的統治下遭受水災侵襲。 於是在達卡發生了一場大規模起義，許多人在那時犧牲了，包括諾·霍珊。 達卡大學藝術學院的學生決定透過在孟加拉新年時舉辦戰神遊行來表達對政府的不滿 。

## 相關
每年都有上千人戴著鳥，魚，動物等等的面具參加這場遊行。這個遊行真正的意涵是代表團結，和平，驅趕邪惡並為社會帶來進步 它被視爲孟加拉長久的統一的表現，不論階級，信仰，性別，年齡都能夠團結起來。

## 聯合國教科文組織的認證
2014年孟加拉研究院編寫了一份孟加拉文化部附和的提名文件並聽從聯合國教科文組織的認證。 2016年11月30日，戰神遊行在聯合國教科文組織在阿迪斯阿貝巴舉行的的第11次會議上通過跨政府組織保護非物質文化遺產公約，認證為非物質文化遺產。

## 印度的庆祝
2017年，傳統的戰神遊行在西孟加拉邦被發現